# Dharma

Een dharmawiel, een boeddhistisch symbool van dharma

Dharma (Devanagari: धर्म) is het geheel van de normen en regels van het persoonlijke en sociale gedrag die voorkomen in dharmische religies. Het is het belangrijkste begrip in de Indiase samenleving en geldt dan ook niet alleen binnen het hindoeïsme (dharma), maar ook in het boeddhisme (dhamma), jaïnisme en sikhisme.
Het grote belang van het begrip en de grote verspreiding ervan, maken dat het in verschillende tijden voor verschillende groepen afwijkende betekenissen heeft gehad, wat het moeilijk maakt een sluitende definitie te geven. Het wordt voor het eerst genoemd in de vroege Veda's van het brahmanisme. Binnen deze offerreligie stond het offer (yajna) centraal en dharma betrof dan ook de regels rond de offerrituelen. Met de ontwikkeling van het brahmanisme werd dharma ook gerelateerd aan het morele, religieuze en sociale gedrag, en eveneens aan burgerlijk recht en strafrecht.
In het brahmanisme waren de drie centrale thema's van dharma voor een tweemaal-geborene (dvija) yajna (offerande), voortplanting en de studie van de Veda's.

## Duiding
Door het grote belang van dharma was het ook essentieel om te weten wat deze nu precies inhield. Voor de brahmana's volgden deze uit de Veda's, waarmee het een vorm van positief recht op basis van openbaring was. Met de toenemende betekenis van het begrip werd deze theologische definitie echter problematisch waardoor er afhankelijk van de heersende gewoontes verschillende dharma's ontstonden. In verschillende gebieden  desadharma, bij verschillende groepen jatidharma en bij verschillende families kuladharma.
In de Dharmasoetra's werden deze lokale gewoontes (samayacarika) beschreven. Bij Apastamba waren deze zelfs belangrijker dan de Veda's, waarin hij gedrag zag dat in zijn tijd niet meer acceptabel was. Hij stelde daarbij dat deze gewoontes afkomstig waren uit verloren gegane delen van de Veda's. Bij de Veda's of sruti is namelijk een onderscheid tussen de bekende overgeleverde sruti's, de pratyaksasruti en de afgeleide sruti's, de anumitasruti. Het bestaan van die laatste – niet overgeleverde teksten – kan worden afgeleid uit commentaren in smriti op wat onbekende sruti's moeten zijn. In geval van tegenstrijdigheden gaat pratyaksasruti boven anumitasruti. Met deze vondst van Apastamba bleef de theologische definitie intact.
Gautama noemt als bronnen van dharma de Veda's, de traditie (smrti) en praktijk (acara) van hen die de Veda's kennen. Het was deze volgorde die de standaard zou worden. Baudhayana noemt deze derde als sista's, ontwikkelde mensen. Gautama maakte gebruik van de begrippen badha – bij verschillende bronnen geldt alleen de meest gezaghebbende – en vikalpa – bij gelijkwaardige bronnen mag eenieder zelf een optie kiezen.
De traditie van de Dharmasoetra's werd voortgezet in de Dharmasastra's die geen gebruik maakten van soetra's, maar van sloka's. De Manusmriti of Manava-Dharmasastra is daar het vroegste voorbeeld van.
Het Sanskriet-antoniem van Dharma is Adharma.

## Herkomst
Dharma is een woord dat geen equivalent kent in de westerse talen. Maar soms wordt de vergelijking gelegd met het Griekse logos. Het woord dharma is afgeleid van de stam dhr, wat (vast)houden of ondersteunen betekent, plus het achtervoegsel ma-n, waarmee van dat werkwoord een zelfstandig naamwoord wordt gemaakt. De oudste vorm van het woord, de vedische vorm, is dharmán, de klassieke vorm dharma, en in het Middenindisch (pâli, prâkrit) dhamma.
In het boeddhisme wordt voor de boeddhistische dharma ook wel het woord dhamma uit de taal Pali gebruikt. Elke religie heeft zijn eigen religieuze upa-dharma of sub-dharma in de betekenis van religieuze leer, die onderling zowel overeenkomsten als verschillen vertonen en die niet verward moeten worden met de filosofische oorsprong van het begrip dharma, zoals gebruikt in de religie-overstijgende yoga.

## Betekenis
Er zijn veel betekenissen of nuances mogelijk die samen het concept trachten te omschrijven: dat wat vaststaat, vast decreet, statuut, ordonnantie of wet, gebruik, gebruikelijke inachtneming of voorgeschreven gedrag, plicht, recht, rechtvaardigheid, deugd, moraliteit, religie, religieuze verdienste.
Meestal wordt met dharma de leer van de Boeddha bedoeld: naast de literaire traditie ook de levensweg en spirituele bewustwording die het gevolg zijn van de toepassing van de leerstellingen.
In het licht van het Sanskriet woord dharma betekent het: elk gedrag of inzicht dat dient om iemand af te houden van of te beschermen tegen het lijden en de oorzaken ervan.

## Wetenswaardigheden

### Egypte
Als concept lijkt dharma in andere culturen overeen te komen met het Oud-Egyptische Maät en het Sumerische begrip Me.

### Chinees boeddhisme
De beschermers van de dharma zijn volgens het Chinees boeddhisme Skanda en Sangharama.

### Westers boeddhisme
In Nederlands-boeddhistische kringen is de term dharmist ontstaan, iemand die een eigen interpretatie van de dharma volgt.

## Referentie
1. ↑  Monier-Williams, Sanskrit-English Dictionary p. 510
2. ↑  Dalai Lama & Howard Cutler (1998), De kunst van het geluk, en zoektocht, BZZTôH, Den Haag, 2000, p. 44